# Visage (jogo eletrônico)
Visage é um jogo eletrônico independente do gênero survival horror desenvolvido e publicado pela SadSquare Studio. De forma semelhante à Allison Road, o jogo é considerado um sucessor espiritual do P.T. O jogo foi realizado por meio de campanhas nos serviços de financiamento coletivo Kickstarter e o extinto Steam Greenlight.

## Jogabilidade
Visage é ambientado no interior de uma casa grande onde coisas terríveis aconteceram. Os jogadores terão que encontrar fragmentos da história da casa, com cada um deles revelando de maneira gradativa o que está por trás da história sombria do local, enquanto testemunham em primeira mão os "resquícios" de cada morte deixada para trás. O jogo está previsto para ser dividido em quatro capítulos. Atualmente, apenas os dois primeiros capítulos são jogáveis integrando o período de acesso antecipado.
Os jogadores caminham pela casa na perspectiva de primeira pessoa, e são capazes de manipular objetos e portas e também precisam gerenciar recursos limitados, como fluido de isqueiro e lâmpadas sobressalentes, na medida que exploram a casa tentando descobrir a verdade. As várias portas fechadas e a busca pelas suas respectivas chaves que lhes abrem são a parte central da progressão no jogo. A casa é projetada como um mundo semi-aberto, com grandes seções livremente exploráveis para os jogadores, incluindo áreas não relevantes para o capítulo em questão. Os fantasmas manipularão alguns aspectos da casa enquanto o jogador explora podendo ser tanto eventos programados como fenômenos aleatórios por exemplo: lâmpadas acendendo, portas se fechando sozinhas, objetos tremendo e afins.
Existem três maneiras de morrer no jogo: ser morto por elementos perigosos espalhados pelos cenários, ser morto pelos vários fantasmas e demônios que habitam a casa ou perdendo a sanidade. A sanidade, cujo funcionamento é semelhante as mecânicas de jogos como Amnesia: The Dark Descent, é reduzida toda vez que o jogador testemunha inimigos ou eventos paranormais e, passivamente, caso o jogador permaneça na escuridão por muito tempo. Quanto mais baixa a sanidade do jogador, os fantasmas da casa ficam mais ativos aumentando a probabilidade do jogador vivenciar fenômenos paranormais aleatórios ou enfrentar fantasmas hostis. A sanidade pode ser restaurada tomando-se pílulas espalhadas pela casa ou permanecendo em áreas bem iluminadas. O jogo não possui qualquer indicador de vida então caso o jogador seja capturado pelos fantasmas ele tem uma morte instantânea.

## Enredo
O jogo se passa na década de 1980 dentro de uma casa antiga situada em uma cidade isolada. Ao longo dos anos, a propriedade foi ocupada por dezenas de famílias. Enquanto alguns viveram em paz, outros foram brutalmente assassinados por diversas circunstâncias. Na medida que o protagonista prossegue pelo ambiente, ele coleta fragmentos com informações sobre as mortes em primeira mão, e os utiliza para juntar a história macabra da casa.

## Desenvolvimento
Apesar de ter sido anunciado em setembro de 2015, Visage está em desenvolvimento desde janeiro do mesmo ano. O jogo foi concebido por meio de um financiamento bem sucedido em sua campanha no Kickstarter realizada de janeiro até março de 2016. O lançamento do jogo está previsto para 2018. Segundo os desenvolvedores, o uso de jumpscares foi mantido no mínimo. Os jogadores assumem o papel de Dwayne, que é encarregado contra o tempo para investigar a casa e seus arredores para descobrir uma terrível verdade. O jogo usa uma trilha sonora atmosférica que também dá dicas e pistas para alertar os jogadores sobre os perigos que se escondem na casa. O jogo foi dito por apresentar vários finais e os desenvolvedores afirmam que não é um jogo fácil, com a história principal possuindo uma duração média de 8 à 10 horas para ser concluída. Em 12 de setembro de 2018, a SadSquare Studio anunciou em sua página no Facebook que pretendia "lançar uma versão jogável do jogo este mês no PC. Um atraso é MUITO improvável, mas ainda assim possível. Avisaremos você assim que nós sabermos".

Em 25 de setembro de 2018, a desenvolvedora SadSquare anunciou que a demonstração do Visage seria lançada no Steam em 2 de outubro de 2018, como uma versão de acesso antecipado contendo o primeiro capítulo focado no fantasma agressivo de uma jovem chamada "Lucy", que foi lançada em outubro conforme planejado.